# Ammophila aberti
Ammophila aberti es una especie de avispa del género Ammophila, familia Sphecidae.

 Fue descrito por primera vez en 1852 por Haldeman. 
Se encuentra en Norteamérica.